# Asuki Oishi
Asuki Oishi (født 14. december 1991) er en japansk tidligere professionel fodboldspiller.
Han har spillet for flere forskellige klubber i sin karriere, herunder Zweigen Kanazawa.